# Spaniens U/16-fodboldlandshold
Spaniens U/16-fodboldlandshold er Spaniens landshold for fodboldspillere, som er under 16 år og administreres af Real Federación Española de Fútbol] (RFEF).